# ワディ・ワクテル
ワディ・ワクテル（Waddy Wachtel、1947年5月24日、ニューヨーク・クィーンズ、ジャクソン・ハイツ出身）は、アメリカ合衆国のミュージシャン、作曲家、音楽プロデューサー。ギターを中心に様々な楽器を操るマルチ・インストゥルメンタリスト。
1970年代にウォーレン・ジヴォンに発掘され、以降ジヴォンを通じて人脈を広げ、現在まで数多くのアーティストのレコーディング、ツアーなどに参加している。様々なジャンル、スタイルに対応可能な音楽センスとテクニック、作曲・アレンジ能力は業界でも評判が高く、ジヴォンのほかにもジェームス・テイラー、ジャクソン・ブラウン、スティーヴィー・ニックス、キース・リチャーズ等がワクテルを高く評価し、繰り返し彼を起用している。

## キャリア

### 初期
10歳の頃からギターを習い始める（元々は左利きであったのをこの機会に右利きに矯正した）。14歳で作曲を開始。あらゆるスタイルのギターを弾きこなし、楽譜の読み書きを覚えた。初期にはルドルフ・シュラム（NBCスタッフオーケストラの代表）にも師事し、週3回のレッスンでリズム、メロディ、ハーモニーについて学んだ。
ニューヨークのローカル・バンドでプレイした後、初のリーダー・バンド、オーファンズを結成。バンドはガレージロック、サーフ・ロックやローリング・ストーンズのカバーなど、様々な曲を演奏していた。ロードアイランド州ニューポートにあるバーでの仕事を獲得し、そこでの演奏の傍ら、1年間に渡ってジャズ・ギタリストのサル・サルヴァドール（en:Sal Salvador）に師事し、インプロヴィゼーションとソロを学ぶ。
オーファンズ解散後はトゥワイス・ナイスリーを結成。バド・カウシル（カウシルズ）のアドバイスもあり、1968年にロサンゼルスに本拠地を移し、デモ・テープを制作。しかし2年後、ワクテルはセッション・プレイヤーとして活動することを決め、同時にカウシルズから彼らのアルバムのプロデュースとレコーディングへの参加を依頼される。
1979年、ダン・ダグモア、リック・マロッタ、スタンリー・シェルドンらとローニンを結成。マーキュリーからセルフタイトルのデビュー・アルバムをリリース。ロッシントン・コリンズ・バンドのオープニングアクトとしてツアーにも出た。

### セッションワーク
1972年、ウォーレン・ジヴォンの誘いでエヴァリー・ブラザースのアルバム『ストーリーズ・ウィ・クッド・テル』のレコーディングに参加。ツアーにも同行した。この時以来、ジヴォンとの長い付き合いが始まり、彼のヒット曲「ロンドンのオオカミ男」（1978年）を共作しプロデューサーを務めた。翌年も数多くのセッションをこなし、リンジー・バッキンガムとスティーヴィー・ニックスのファースト・アルバム『バッキンガム・ニックス』のレコーディングとツアーにも参加。
1975年には、ケニー・ランキンのアルバム『インサイド』や、バッキンガム・ニックスの時の縁でフリートウッド・マックのアルバム『ファンタスティック・マック』のレコーディングに招かれている。
この頃の活動を通じてその音楽的才能に対する業界での評価が定着し、以降そのキャリアを通じ、セッション・ミュージシャン、プロデューサーとして数多くのアーティストの膨大な数のレコーディング、ツアーに参加することとなる。

### 主なセッションワーク
| - ウォーレン・ジヴォン - エヴァリー・ブラザース - ケニー・ランキン - マリア・マルダー - J.D.サウザー - ジェームス・テイラー - リンダ・ロンシュタット - ランディ・ニューマン - ボブ・ウェアー - ブライアン・フェリー - ボニー・レイット - キム・カーンズ - スティーヴィー・ニックス - カーラ・ボノフ - ジャクソン・ブラウン - モーテルズ | - ドン・ヘンリー - ジョー・ウォルシュ - スティーブ・ペリー - ロザンヌ・キャッシュ - グレアム・ナッシュ - シェール - ドリー・パートン - チャーチ (バンド) - イギー・ポップ - ボブ・ディラン - ホール&オーツ - ボブ・シーガー - ロッド・スチュワート - キース・リチャーズ - トレイシー・チャップマン - リンゴ・スター | - トム・ウェイツ - メリッサ・エサリッヂ - ブルース・ホーンズビー - アーロン・ネヴィル - ジョン・プライン - ブライアン・ウィルソン - ニール・ダイヤモンド - アダム・サンドラー - ローリング・ストーンズ - ジョージ・サラグッド - ビージーズ - ジョニー・リバース - マイケル・ハッチェンス - ジャニス・ロビンソン - 奥田民生 - 浜田省吾 - 吉田拓郎 |

1988年にはキース・リチャーズとのパートナーシップを構築。リチャーズのソロ・デビューアルバム『トーク・イズ・チープ』に参加し、以降リチャーズのバック・バンド「X-ペンシブ・ワイノズ」のメンバーとしてツアーにも同行したほか、次作『メイン・オフェンダー〜主犯〜』にも参加している。

### 2000年以降
2000年にはワディ・ワクテル・バンドを結成。現在もロサンゼルズのクラブを本拠に活動中。
2010年のグラミー賞授賞式でテイラー・スウィフトとともに演奏した。
この他、ダニー・コーチマーがセッションワークの傍らで活動していた、ザ・セクションから改名した、イミディエイト・ファミリーに、リーランド・スカラー、ラス・カンケルらと共に参加し、2020年に実質的なデビュー作『Turn It Up To 10』を発表してもいる。

## 映画
キャリアを通じて、多くの映画音楽の作曲、演奏も手掛けた（代表的なものとしては『ロンゲスト・ヤード』、『キューティ・バニー』、『モール★コップ』等）。スクリーンにも何度か登場し、1972年には『ポセイドン・アドベンチャー』に、転覆する船で演奏するバンドの一員としてエキストラ出演した他、キム・カーンズの「クレイジー・イン・ザ・ナイト」などのミュージックビデオに出演してもいる。

## その他
- 絶対音感の持ち主である[2]。

- 1998年に児童ポルノ所有の容疑で妻とともに逮捕され、執行猶予つき有罪判決を受けた[3]。当時、スティーヴィー・ニックスのバック・バンドでワクテルと同僚であり、現在はワディ・ワクテル・バンドのメンバーであるブレット・タグルは、この件に関して冤罪を示唆している[4]。